# Dubai Tennis Championships 1997 - Qualificazioni doppio
Le qualificazioni del doppio  del Dubai Tennis Championships 1997 sono state un torneo di tennis preliminare per accedere alla fase finale della manifestazione. I vincitori dell'ultimo turno sono entrati di diritto nel tabellone principale. In caso di ritiro di uno o più giocatori aventi diritto a questi sono subentrati i lucky loser, ossia i giocatori che hanno perso nell'ultimo turno ma che avevano una classifica più alta rispetto agli altri partecipanti che avevano comunque perso nel turno finale.
Le qualificazioni del doppio del torneo Dubai Tennis Championships 1997 prevedevano 3 coppie partecipanti di cui una è entrata nel tabellone principale.

## Teste di serie
1. Tomas Nydahl /  Lars Rehmann (ultimo turno)

1. David Nainkin /  Rogier Wassen (Qualificati)

## Qualificati
1. David Nainkin  /   Rogier Wassen

## Tabellone

### Legenda
| - Q = Qualificato - WC = Wild card - LL = Lucky loser | - ALT = Alternate - SE = Special Exempt - PR = Protected Ranking | - w/o = Walkover - r = Ritirato - d = Squalificato |

|  | Primo turno | Primo turno                   | Primo turno                   | Primo turno | Primo turno |  |  | Ultimo turno | Ultimo turno                | Ultimo turno                | Ultimo turno | Ultimo turno |  |
|  |             |                               |                               |             |             |  |  |              |                             |                             |              |              |  |
|  |             |                               |                               |             |             |  |  |              |                             |                             |              |              |  |
|  |             |                               |                               |             |             |  |  | 1            | Tomas Nydahl Lars Rehmann   | Tomas Nydahl Lars Rehmann   | 3            | 5            |  |
|  | 2           | David Nainkin Rogier Wassen   | David Nainkin Rogier Wassen   | 6           | 6           |  |  | 2            | David Nainkin Rogier Wassen | David Nainkin Rogier Wassen | 6            | 7            |  |
|  |             | Carsten Arriens Martin Sinner | Carsten Arriens Martin Sinner | 3           | 1           |  |  |              |                             |                             |              |              |  |